# Mus spretus
Mus spretus är en däggdjursart som beskrevs av Fernand Lataste 1883. Den ingår i släktet möss och familjen råttdjur. Inga underarter finns listade.
I vissa populärvetenskapliga verk kallas den algerisk husmus. Typexemplaret hittades i Algeriet norr om saltsjön Chott el Hodna. Arten är nära släkt med Mus spicilegus, Mus macedonicus och husmusen.

## Beskrivning
En liten mus med en kroppslängd på 7 till 9 cm exklusive den 5 till 7 cm långa, smala, nästan nakna svansen, och en vikt mellan 12 och 18 g. Arten är nära släkt med den vanliga husmusen. Pälsen är gulaktig till gråbrun på ovansidan, och vit till ljusgrå på buken, med en klar skiljelinje mellan ovansida och buk.
Svansen är tvåfärgad och den är täckt av små fjäll. De mörka öronen blir 12 till 15 mm långa. Den V-formiga rännan på insidan av de övre framtänderna är inte lika bra utvecklad som hos husmusen.

## Ekologi
Mus spretus förekommer i habitat som gräsmarker, sädesåkrar, torra buskmarker och glesa skogar. Arten har lågt vätskebehov och kan därför leva i torrare områden än andra husmöss. Till skillnad från den vanliga husmusen undviker den kontakt med människor. Födan består av frön, gröna växtdelar och en del insekter. Arten kan para sig året om, men har två toppar i april och augusti.
En hona i Spanien var dräktig med fyra ungar.

## Utbredning
Utbredningsområdet sträcker sig från sydvästra Frankrike, Iberiska halvön  och Balearerna till Nordafrika (från Marocko till norra Libyen).

## Hot
För beståndet är inga hot kända och arten har bra anpassningsförmåga. IUCN kategoriserar arten globalt som livskraftig.